# Kung Fu Panda 2
Kung Fu Panda 2 is een Amerikaanse animatiefilm van DreamWorks Animation uit 2011. De film ging op 26 mei 2011 in première in de Verenigde Staten, en op 15 juni 2011 in Nederland. De film is het vervolg op de film Kung Fu Panda uit 2008. In 2016 kwam het vervolg op deze film getiteld Kung Fu Panda 3.

## Verhaal
Twintig jaar voor aanvang van de film probeerde Lord Shen, hoofd van de pauwclan van Gongmen City, heel China te veroveren door vuurwerk als wapen te gebruiken. Een waarzegger voorspelde hem dat hij verslagen zou worden door een zwart-witte krijger. Shen ging ervan uit dat hiermee de reuzenpanda’s bedoeld werden, en liet hen allemaal uitroeien om de voorspelling te voorkomen. Voor straf werd hij hiervoor uit zijn clan verbannen.
Twintig jaar later is Po nog altijd de drakenkrijger en beschermer van de vallei, samen met zijn vrienden en mede-kungfu-meesters de Vurige Vijf. Meester Shifu vertelt Po dat hij innerlijke vrede moet vinden door zijn innerlijke demonen te confronteren en te verslaan. Dan wordt Po op een dag geconfronteerd met een groep grijze wolven die werken voor Shen, en die iets te maken lijken te hebben met Po’s verleden. Hij vraagt zijn adoptiefvader Ping om uitleg, maar die kan Po enkel vertellen dat hij Po als baby vond in een mandje en toen adopteerde.
Shifu ontvangt bericht dat Shen in de afgelopen twintig jaar zijn plan om van vuurwerk wapens te maken heeft voltooid en recentelijk de macht heeft gegrepen in Gongmen City. Po en de Furious Five vertrekken naar de stad om Shen te stoppen, maar worden gevangen door zijn wolven en naar Shen’s paleis gebracht. Po blijft voortdurend flashbacks krijgen over zijn jeugd; hij herinnert zich nu dat Shen aanwezig was op de avond dat Po zijn echte ouders verloor. Po en de vijf ontsnappen en maken plannen om Shen’s wapenfabriek te vernietigen, maar Shen is hun een stap voor. De vijf worden weer gevangen en Po wordt met een kanon de fabriek uit geschoten.
Po wordt gered door de waarzegster. Zij helpt Po zich zijn verleden te herinneren, en Po beseft dat Shen verantwoordelijk was voor de dood van zijn echte ouders. Nu hij de waarheid kent, kan Po innerlijke vrede verkrijgen. Po keert terug naar Gongmen City en redt de gevangen Furious Five. In het gevecht dat ontstaat gebruikt Po het feit dat hij innerlijke vrede heeft om een nieuwe kungfu-techniek toe te passen, waarmee hij de schoten uit Shen’s kanon afweert naar Shen’s armada. Shen zelf komt om wanneer hij wordt geplet onder een van zijn eigen kanonnen.
Po keert terug naar de vallei. Ondertussen komt de kijker erachter dat elders Po’s biologische vader nog in leven is, en samen met andere panda’s is ondergedoken in een verborgen dorp, wat in het derde deel te zien is.

## Rolverdeling

### Originele stemmen
- Jack Black: Master Po
- Angelina Jolie: Tigress
- Dustin Hoffman: Master Shifu
- Gary Oldman: Lord Shen
- Jackie Chan: Monkey
- Seth Rogen: Mantis
- Lucy Liu: Viper
- David Cross: Crane
- James Hong: Mr. Ping
- Michelle Yeoh: Soothsayer
- Danny McBride: Wolf Boss
- Dennis Haysbert: Master Storming Ox
- Jean-Claude Van Damme: Master Croc
- Victor Garber: Thundering Rhino
- Michael Bell: Gorilla Guard #1
- Fred Tatasciore: Po's Vader, Gorilla Guard #2

### Nederlandse stemmen
- Edwin Evers: Po
- Yolanthe Sneijder Cabau: Tijger
- Rik Felderhof: Meester Shifu
- Mark Rietman: Lord Shen
- Jörgen Raymann: Monkey
- Rogier Komproe: Mantis
- Froukje de Both: Adder
- Thom Hoffman: Kraan
- Rob van de Meeberg: Mr. Ping
- Liz Snoijink: Ziener
- Huub Dikstaal: Wolvenbaas
- Murth Mossel: Meester Os
- Frans Limburg: Meester Krok
- Leo Richardson: Meester Neushoorn

### Vlaamse stemmen
- Roel Vanderstukken: Po
- Ann Ceurvels: Tijger
- Rikkert van Dijck: Meester Shifu
- Daan Hugaert: Lord Shen
- Jean-Marie Pfaff: Monkey
- Pieter Embrechts: Mantis
- Kadèr Gürbüz: Adder
- Peter Van Gucht: Kraan
- Camilia Blereau: Ziener
- Ivan Pecnik: Wolvenbaas
- Dirk Meynendonckx: Meester Os
- Jenne Decleir: Meester Krok
- Manou Kersting: Meester Neushoorn
- Jacques Vermeire: Mr. Ping

## Achtergrond

### Productie
In oktober 2008 maakte DreamWorks Animation reeds plannen voor een tweede Kungfu Panda-film. De werktitel van de film was "Kung Fu Panda 2: The Kaboom of Doom", maar die subtitel werd uiteindelijk weggelaten. Jennifer Yuh Nelson, een van de schrijvers van de eerste film, werd ingehuurd om het vervolg te regisseren. Alle acteurs uit de eerste film keren in deze tweede film terug.
De productie van Kung Fu Panda 2 begon in 2009. De film werd gemaakt met stereoscopische 3-D technologie.
Jonathan Aibel en Glenn Berger werkten wederom mee aan het scenario voor de tweede film, ditmaal ook geholpen door Charlie Kaufman. Voor de film besloten de producenten meer kennis op te doen over Chinese cultuur. Zo bezochten Jeffrey Katzenberg en andere medewerkers van Dreamworks de stad Chengdu, welke wordt gezien als de thuisstad van de panda’s. De filmploeg bestudeerde echte panda’s en de lokale cultuur. Volgens Katzenberg zijn veel elementen uit Chengdu in de film verwerkt. De landschappen en architectuur uit de film zijn gebaseerd op onder andere de berg Qingcheng Shan.

### Marktstrategie
DreamWorks Animation investeerde in totaal 100 miljoen dollar in de reclamecampagne van Kung Fu Panda 2. Er werden onder andere overeenkomsten gesloten met McDonald's, AT&T, Best Buy, General Mills (ontbijtgranen), Sun-Maid (rozijnen), Airheads (snoep), Hint Water, Hewlett-Packard en House Foods America. De personages uit de film werden in verschillende media gebruikt voor advertenties.
Eveneens werden sociale media aangegrepen om de film te promoten. House Foods America
Verder bracht de film onder andere speelgoed geproduceerd door Mattel met zich mee en een videospel.

### Uitgave en ontvangst
Kung Fu Panda 2 werd met positieve reacties ontvangen. Critici prezen voor al de animatie, de 3D-effecten en de karakterontwikkeling. Op Rotten Tomatoes scoort de film 84% aan goede beoordelingen. Op Metacritic scoort de film 67 op 100 punten.
Variety noemde de film een waardig vervolg. Ook The Hollywood Reporter was deze mening toegedaan. Roger Ebert gaf de film 3.5 van 4 sterren. Sommige critici merkten wel de meer duistere toon van de film op, wat duidelijk beïnvloed was door uitvoerend producent Guillermo del Toro.
Op de eerste dag bracht Kung Fu Panda 2 5,8 miljoen dollar op; goed voor een tweede plaats in de kaartverkoop net achter The Hangover: Part II. In het eerste weekeinde bracht de film 47,7 miljoen dollar op; minder dan de 60 miljoen dollar die de eerste film bij de première opleverde.

### Muziek
De filmmuziek werd gecomponeerd door Hans Zimmer en John Powell. Deze muziek is ook op een soundtrackalbum uitgebracht door Varèse Sarabande.